# Dubrivka, Jovkva
Dubrivka (în ucraineană Дубрівка) este un sat în comuna Lîpnîk din raionul Jovkva, regiunea Liov, Ucraina.

## Demografie
Componența lingvistică a localității Dubrivka
     Ucraineană (99,65%)
     Alte limbi (0,35%)
Conform recensământului din 2001, majoritatea populației localității Dubrivka era vorbitoare de ucraineană (99,65%), existând în minoritate și vorbitori de alte limbi.